# 死神 (タロット)

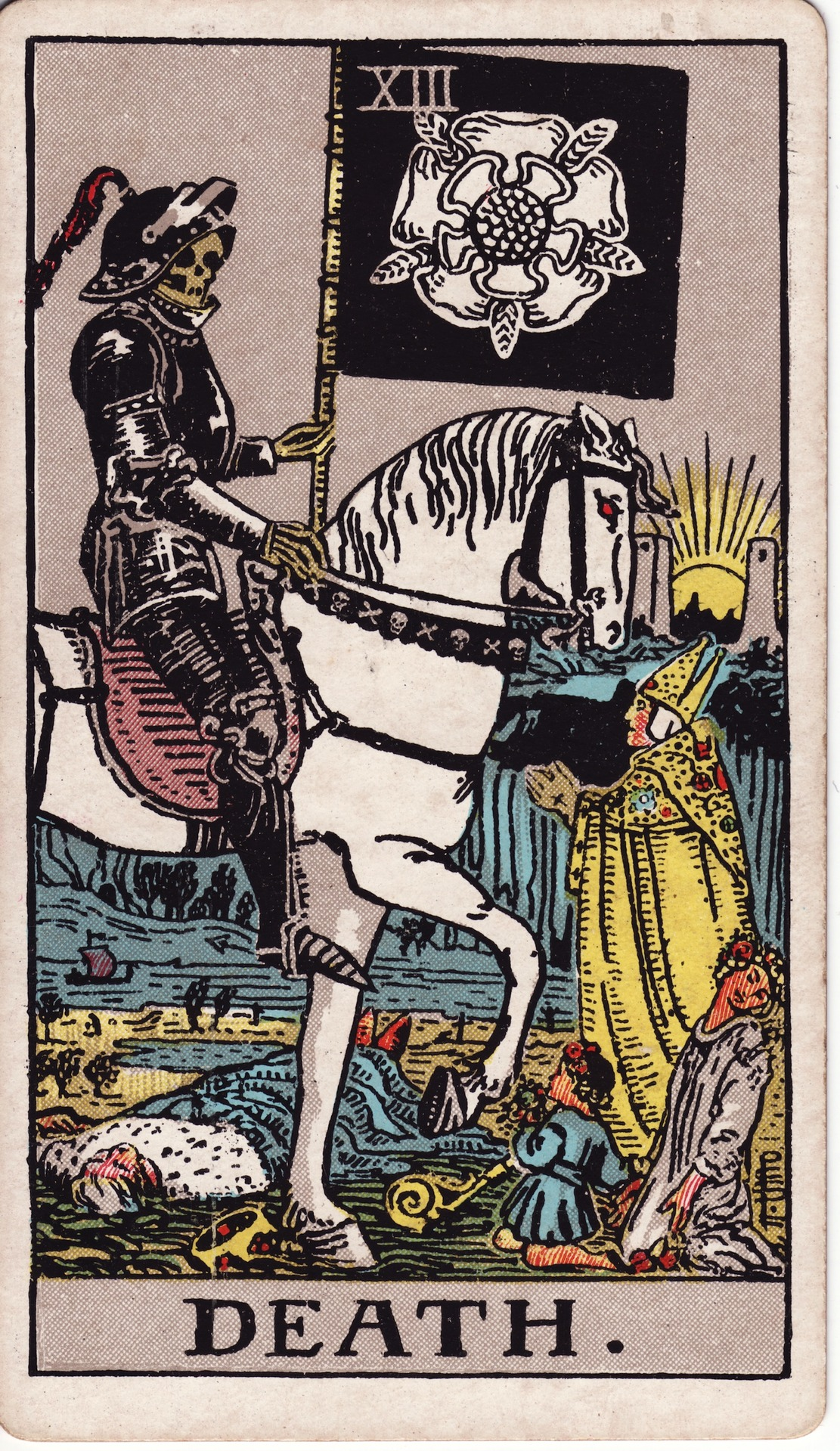
ウェイト版タロットの死神

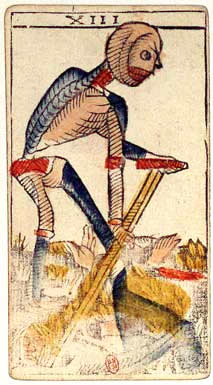
マルセイユ版タロットの死神

死神（しにがみ、英：Death, 仏：La Mort）は、タロットの大アルカナに属するカードの1枚。事象のみを指して死（し）と呼ばれる場合もある。大アルカナの22枚のカードの中でも、直接的に「死」を取り扱い、また連想させるカードであることから伝統的に「不吉」とされ、マルセイユ版タロットをはじめ「死」を意味する単語を記載せず無記名とする場合がある。
なお、カード番号は「13」で、この数字はキリスト教の影響から特に西洋で不吉な数字とされている。前のカードは「12 吊された男」、次のカードは「14 節制」。

## カードの意味
正位置の意味
停止、終末、破滅、離散、終局、清算、決着、死の予兆、終焉、消滅、全滅、満身創痍、ゲームオーバー、バッドエンディング、死屍累々、風前の灯。
逆位置の意味
再スタート、新展開、上昇、挫折から立ち直る、再生、起死回生、覚醒、転生、輪廻転生、コンティニュー。
アーサー・エドワード・ウェイトのタロット図解における解説では「停止・損失・死と再生」を意味するとされる。

## カバラとの関係
ヘブライ文字はヌン（נ）、ただし他にも複数の異説がある。「黄金の夜明け団」の説ではティファレトとネツァクを結合する経に関連付けられている。

## 占星術との対応関係
以下のような諸説がある。
- 星座：白羊宮説、金牛宮説、天蠍宮説[3]、磨羯宮説、宝瓶宮説
- 惑星：土星説、「火星+土星+冥王星」説[4]

## 寓画の解釈
マルセイユ版に描かれる「死」では他のカードのような下部の名称欄が設けられず、そのまま無記名としたりカードの側部に「DEATH」等と記載するなどの措置が採られる。伝統的に多くのデザインでは鎌を手にしており、死神（抽象的な死を擬人化したもの）とされるが、これは神話や物語などから特定の人物や場面をモチーフとして採用したものではない。
ウェイト版タロットに描かれている死神は伝統的な図柄から大胆に改変されているが、これはウェイトの独創ではなく、15世紀のジャックマン・グランゴヌール版の死神は鎌ではなく軍旗を手にし、馬に乗って、死神が行く先々で人々の魂を刈り取る「死の行軍」の様子が描かれ、疫病の流行を連想させる図となっている。ウェイト版ではこの構図を採用し、さらに甲冑を着せて、ヨハネの黙示録に登場する「第四の騎士」とした。
マルセイユ版に描かれる「死」はマルセイユ版タロットの大アルカナに名を連ねる数種のカードをモチーフとして採用されている。まず、大鎌を持つ禍々しいガイコツのような人物は、姿勢や棒状の物体（鎌の柄）といった構図から大アルカナの「愚者」であるとされる。事実、「愚者」は特定の数字を持たないのに対し「死」は特定の名前を持たない。実際、このアルカナのみタイトルが無いタロットカードも数種類確認されている。また、暗黒の大地（いわゆる、死後の世界の意）に散乱する手や足に混じって女性の頭部と王冠をのせた男性の頭部が描かれている。男性のモチーフは「戦車」に登場する若き王とされる（女性については男性に比べ象徴的な情報が少なく説も多々存在し、共通の説として「対立物としての象徴」とされる）。
これらが意味するところは、12番の「吊された男」において「現状の変容」を求められた人物の内面における自己変革の段階を描いた構図であり、「戦車」として行動を起こした際の観念（頭）も、拠って立つところ（足）も、活動（手）も、もはや現段階では意味をもたず、前進のためには一度バラバラに「破壊」されることが必要であることを示している。さらに、骸骨は性別を判断しにくい特性から「両性具有」的であると解釈され、「世界」に描かれる“完璧なる存在”により近いこの象徴が、「愚者」に比べ「死」が「世界」に近づいていることを表している。故に、鎌を振るうのは（内面的変革を促す立場にある）「骸骨」なのである。
追記として、骸骨の片足は大地に突き刺さった状態で描かれ、その場で回転している状態を表している。回転、即ち「螺旋」は“死の本質は螺旋を描きながら変容していく”と同時に“死は変化であると同時に静止である”という暗示を与え、アレイスター・クロウリーがデザイン監修を行ったトート・タロットなどの一部のデッキにおいては、大鎌を振り回しながらクルクルと「死の舞踏」を舞う死神の姿が描かれている。トランプのジョーカーが転じて死神となり、さらに以降の札が作られたとの説がある。